# Vilém Blodek

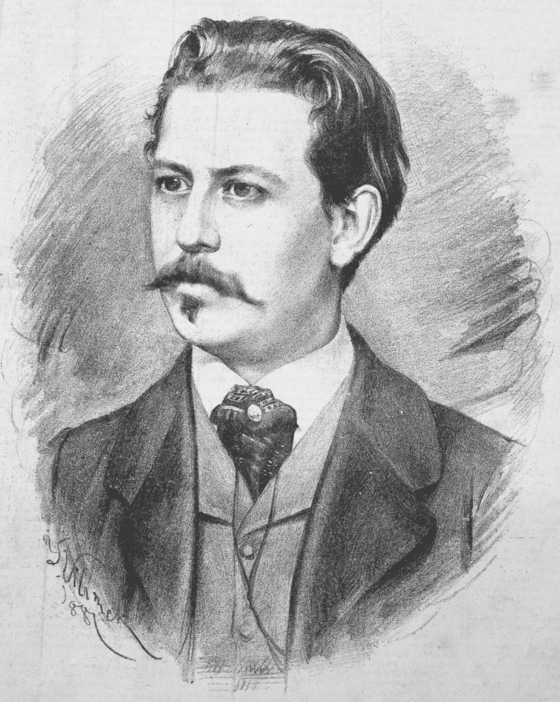
Vilém Blodek

Vilém František Blodek (* 3. Oktober 1834 in Prag; † 1. Mai 1874 ebenda) war ein tschechischer Komponist.
Blodek war in Prag Schüler von Johann Friedrich Kittl. Er war zunächst Hausmusiklehrer beim Freiherrn Zielinski in Galizien, dann Klavierlehrer in Prag und schließlich ab 1860 Flötenlehrer am dortigen Konservatorium.
Im Alter von 35 Jahren erkrankte er psychisch und verbrachte seine letzten Lebensjahre in der Prager Anstalt Kateřinky, wo er mit nur 39 Jahren verstarb.
Neben der erfolgreichen Oper Im Brunnen (V Studni) (1867) komponierte Blodek eine Sinfonie, eine Ouvertüre, eine Messe, ein Flötenkonzert, Lieder und Klavierwerke.